# Thomas Scott (commentateur)
Pour les articles homonymes, voir Thomas Scott.
Thomas Scott (1747–1821) est un prédicateur et auteur anglais influent. Il est principalement connu pour ses ouvrages A Commentary On The Whole Bible, pour The Force of Truth, et comme l'un des fondateurs de la Church Mission Society.

## Biographie
Thomas Scott est né en 1747 à Bratoft dans le Lincolnshire, fils d'un éleveur de bétail, 11e de 13 enfants. Sa mère est plus instruite que son père et apprend à lire à Thomas. Il va dans diverses petites écoles privées locales avant d'être envoyé à l'âge de dix ans dans une école de Scorton dans le Richmondshire, à 150 miles de chez lui. De retour en 1762, il est mis en apprentissage à 15 ans chez un chirurgien dans la ville voisine d'Alford, mais est bientôt renvoyé pour mauvaise conduite. Il revient à la ferme familiale en disgrâce et il en est réduit à travailler comme ouvrier pour son père, endurant cela pendant dix ans avant de finalement quitter la maison en 1772 pour être ordonné prêtre anglican à l'âge de 25 ans. Comme il l'a admis plus tard, il est entré dans le ministère pour une carrière confortable et ne croyait pas à la plupart des doctrines qu'il était tenu de prêcher.
Scott est d'abord vicaire dans le Buckinghamshire en 1772 et est nommé dans les paroisses adjacentes de Stoke Goldington et Weston Underwood. En décembre 1774, il épouse Jane Kell, gouvernante d'une famille locale. De 1775 à 1777, Scott est vicaire de Ravenstone à proximité, grâce à un échange avec le vicaire là-bas.
Au cours de cette période, Scott commence une amitié et une correspondance avec l'auteur d'hymnes John Newton, qui est vicaire d'Olney voisin. Cela déclenche un examen de sa conscience et une étude des Saintes Écritures qui le convertissent en un chrétien évangélique, comme le relate son autobiographie spirituelle The Force of Truth publiée en 1779.
En 1781, Scott est transféré à la cure d'Olney, Newton étant parti pour Londres, et en 1785, Scott s'installe également à Londres pour occuper un poste d'aumônier d'hôpital au Lock Hospital pour les personnes atteintes de syphilis. Il parcourt 14 miles tous les dimanches, prêchant et officiant dans diverses églises, dont St. Mildred, Bread Street et St. Margaret, Lothbury, en plus de son travail à la chapelle de l'hôpital. Pendant son séjour à Londres, il commence à publier le Commentary On the Whole Bible qui devait faire son nom.
Sa femme meurt en 1790 et il se remarie le 4 novembre de la même année avec une écrivaine non conformiste, Mary Egerton (décédée en 1840),. Pendant son séjour à Londres, Scott est, avec Newton, l'un des fondateurs de la Church Mission Society et son premier secrétaire (1799-1802).
En 1803, Scott quitte l'hôpital Lock pour devenir recteur d'Aston Sandford dans le Buckinghamshire, où il reste jusqu'à sa mort en 1821. Il maintient son implication avec la Church Missionary Society, prenant des missionnaires stagiaires pour l'instruction.

## Ouvrages
The Force of Truth (1779) est toujours disponible en réimpression de poche. Il a connu douze éditions.
Le Commentary On The Whole Bible parait à l'origine en 174 numéros hebdomadaires à partir de janvier 1788 et fait l'objet de plusieurs éditions. Au moment de sa mort en 1821, près de 200 000 £ d'exemplaires ont été vendus en Angleterre et en Amérique (où il est particulièrement populaire), mais Scott ne tire que 1 000 £ de profit de l'œuvre, ayant vendu le droit d'auteur vers 1810.
Scott publie divers autres essais religieux, mais aucun n'a pas autant de succès que son Commentaire et, en 1813, il a une dette de 1 200 £ envers ses éditeurs. Il réussit à persuader des proches d'acheter des exemplaires invendus de ses œuvres à un prix réduit pour éponger la dette.
Au cours de sa vie, ses Theological Works, Published at different times, and now collected into volumes  (1808) sont publiées en cinq volumes.
Son fils John Scott publie en douze volumes The Works of the Late Rev. Thomas Scott, recteur d'Aston Sandford, Bucks (1823-1824). Ces volumes comprennent The Force of Truth, Life of the Rev. Thomas Scott et des lettres et documents non publiés, mais exclu le Commentaire.
John Henry Newman voit Scott comme "l'écrivain qui a fait une impression plus profonde sur mon esprit que tout autre, et à qui (humainement parlant) je dois presque mon âme - Thomas Scott d'Aston Sandford." Il a également écrit que les œuvres de Scott "montrent qu'il était un véritable Anglais, et j'ai profondément ressenti son influence; et pendant des années, j'ai utilisé presque comme proverbes ce que je considérais comme la portée et l'issue de sa doctrine, 'La sainteté avant la paix', et « La croissance est la seule preuve de la vie. » .

## Descendance
Scott a deux filles et trois fils, tous trois entrés dans le ministère anglican. Ils sont issus de sa première femme, Jane Kell, qu'il épouse le 5 décembre 1774. Jeanne est décédée en 1790. Moins de deux mois plus tard, avec une jeune famille à charge, Scott épouse Mary Egerton. Après la mort de Scott, Mary épouse l'astronome William Rutter Dawes en 1824.
Son fils aîné John Scott (1777–1834) édite et publie à la fois la vie de son père et ses papiers après sa mort. Il devient vicaire de St Mary's, Kingston upon Hull, tout comme son fils et son petit-fils après lui, tous deux également appelés John Scott. Il y a un pub à Hull qui porte leur nom The Three John Scotts.
Le deuxième fils, Thomas Scott (1780–1835), devient recteur de Wappenham dans le Northamptonshire, où lui succède son fils, un autre Thomas Scott. Il est également le père de l'architecte George Gilbert Scott, dont certaines des premières œuvres se trouvent à Wappenham.
Le troisième fils Benjamin Scott (1788–1830) est vicaire d'Edward Burn. Il épouse Anne et a quatre enfants, et en 1828 devient vicaire de Bidford et du prieuré de Salford, Warwickshire. Anne meurt en 1829 et Benjamin épouse sa seconde épouse, Frances Bingley, le 12 janvier 1830, mais tombe malade peu de temps après et meurt alors qu'il séjourne au Burton Arms Inn à Llandegley, Radnorshire, Pays de Galles. Frances est enceinte au moment de sa mort, et leur fils Benjamin John Scott nait plus tard la même année, étant baptisé le 4 décembre 1830 dans leur ville natale de Bidford-on-Avon.